# Conus glans
Conus glans е вид охлюв от семейство Conidae. Възникнал е преди около 15,97 млн. години по времето на периода неоген. Видът не е застрашен от изчезване.

## Разпространение и местообитание
Разпространен е в Австралия (Ашмор и Картие, Западна Австралия, Коралови острови, Куинсланд и Северна територия), Американска Самоа, Бангладеш, Британска индоокеанска територия, Бруней, Вануату, Виетнам, Гуам, Източен Тимор, Индия, Индонезия, Камбоджа, Кения, Кирибати, Китай (Гуандун, Гуанси, Джъдзян, Дзянсу, Ляонин, Тиендзин, Фудзиен, Хайнан, Хъбей, Шандун и Шанхай), Кокосови острови, Коморски острови, Мавриций, Мадагаскар, Майот, Макао, Малайзия, Малдиви, Малки далечни острови на САЩ (Лайн, Остров Бейкър, Уейк и Хауленд), Маршалови острови, Мианмар, Микронезия, Мозамбик, Науру, Ниуе, Нова Каледония, Остров Рождество, Острови Кук, Палау, Папуа Нова Гвинея, Питкерн, Провинции в КНР, Реюнион, Самоа, Северна Корея, Северни Мариански острови, Сейшели, Сингапур, Соломонови острови, Сомалия, Тайван, Тайланд, Танзания, Токелау, Тонга, Тувалу, Уолис и Футуна, Фиджи, Филипини, Френска Полинезия, Шри Ланка, Южна Корея и Япония (Кюшу, Рюкю и Шикоку).
Обитава пясъчните дъна на морета и рифове. Среща се на дълбочина от 6 до 28 m.